# スパンカー
スパンカー（Spanker、またはオールドスパンカー〈Old Spanker〉、ペルハムズベイアラビアン〈Pelham's Bay Arabian〉、1675年 - ?）は、17世紀後半にイギリスで活躍した競走馬、種牡馬。初期のサラブレッドに強い影響を与えた。馬名は英語で「帆の一種」あるいは「駿馬」の意。
ジェネラルスタッドブックなどは、1675年頃に第2代バッキンガム公ジョージ・ヴィリアーズが生産したとする（異説ではチャールズ・ペルハムの生産）。18世紀の同名馬と区別する際は、オールドスパンカーやバッキンガム公のスパンカーと呼ぶ。父ダーシーズイエローターク（Darcys Yellow Turk）は1670年頃に輸入された馬で、母オールドモロッコメア（Old Morocco Mare）は、輸入種牡馬フェアファックスモロッコバルブ（Fairfax's Morocco Barb）と6号族始祖オールドボールドペグ（Old Bald Peg。1640年頃の生まれか）の間に生まれた牝馬である。
競走成績の詳細は不明だが、主にニューマーケットで走っていた。優れた馬だったことは確かで、チャールズ2世（在位：1660年 - 1685年）の統治下でもっともよい馬という。1687年にバッキンガム公が死亡した後はチャールズ・ペルハムが購入した。この時期、少なくとも12頭の産駒を残した。スパンカーのもう1つの馬名ペルハムズベイアラビアンは、この時の馬主と毛色、アラブ色の強い血統に由来している。
産駒は、3頭の牡馬と少なくとも9頭の牝馬がジェネラルスタッドブックに記録されている。ケアレス（Careless）とヤングスパンカー（Young Spanker）は競走馬として活躍し、牝馬のうち2頭は27号族と42号族の始祖となった。その他、いわゆる三大始祖の後継種牡馬となったジグ（Jigg、母父がスパンカー）、バートレットチルダーズ（Bartlet's Childers、母がスパンカーの2×3を持つ）、ケード（Cade、やや遠いが母母母母父がスパンカー）といった種牡馬の血統中にもスパンカーの名を見つけることができる。

## 血統表
| スパンカーの血統（ダーシーズイエローターク系） | スパンカーの血統（ダーシーズイエローターク系） | スパンカーの血統（ダーシーズイエローターク系） | （血統表の出典） | （血統表の出典） |
| 父 D'Arcys Yellow Turk 月毛                    | 父の父不明                                     | 不明                                           | 不明             | 不明             |
| 父 D'Arcys Yellow Turk 月毛                    | 父の父不明                                     | 不明                                           | 不明             |                  |
| 父 D'Arcys Yellow Turk 月毛                    | 父の父不明                                     | 不明                                           | 不明             | 不明             |
| 父 D'Arcys Yellow Turk 月毛                    | 父の父不明                                     | 不明                                           | 不明             |                  |
| 父 D'Arcys Yellow Turk 月毛                    | 父の母(Sedbury Mare)                           | (Sedbury)                                      | (Rigged Lady)    | (Rigged Lady)    |
| 父 D'Arcys Yellow Turk 月毛                    | 父の母(Sedbury Mare)                           | (Sedbury)                                      | (Sea Sick)       |                  |
| 父 D'Arcys Yellow Turk 月毛                    | 父の母(Sedbury Mare)                           | 不明                                           | 不明             | 不明             |
| 父 D'Arcys Yellow Turk 月毛                    | 父の母(Sedbury Mare)                           | 不明                                           | 不明             |                  |
| 母 Old Morocco Mare 芦毛                       | 母の父Fairfax Morocco Barb 芦毛                | 不明                                           | 不明             | 不明             |
| 母 Old Morocco Mare 芦毛                       | 母の父Fairfax Morocco Barb 芦毛                | 不明                                           | 不明             |                  |
| 母 Old Morocco Mare 芦毛                       | 母の父Fairfax Morocco Barb 芦毛                | 不明                                           | 不明             | 不明             |
| 母 Old Morocco Mare 芦毛                       | 母の父Fairfax Morocco Barb 芦毛                | 不明                                           | 不明             |                  |
| 母 Old Morocco Mare 芦毛                       | 母の母Old Bald Peg 栗毛 1635年？               | Arabian                                        | 不明             | 不明             |
| 母 Old Morocco Mare 芦毛                       | 母の母Old Bald Peg 栗毛 1635年？               | Arabian                                        | 不明             |                  |
| 母 Old Morocco Mare 芦毛                       | 母の母Old Bald Peg 栗毛 1635年？               | Barb mare                                      | 不明             | 不明             |
| 母 Old Morocco Mare 芦毛                       | 母の母Old Bald Peg 栗毛 1635年？               | Barb mare                                      | 6号族始祖        |                  |